# San Luis (Santa Bárbara)
San Luis (uit het Spaans: "Sint-Lodewijk") is een gemeente (gemeentecode 1620) in het departement Santa Bárbara in Honduras.
Het dorp is omgeven door heuvels die begroeid zijn met pijnbomen. In het zuiden stromen de rivieren Jicatuyo en El Pecado.
De economie van de gemeente wordt voor een belangrijk deel bepaald door de koffieteelt.

## Bevolking
De bevolking is als volgt verdeeld:
| Vrouwen | 11.866 | 47,4% |
| Mannen  | 13.167 | 53%   |

## Dorpen
De gemeente bestaat uit zeventien dorpen (aldea), waarvan de grootste qua inwoneraantal: San Luis  (code 162001) en San Isidro (162011).